# I fratelli McMullen
I fratelli McMullen (The Brothers McMullen) è un film del 1995 scritto e diretto da Edward Burns, all'esordio nella regia.

## Trama
Tre fratelli irlandesi che vivono a New York sono alla ricerca del vero amore, ognuno a modo suo, ma la forte educazione cattolica e sessuofobica con cui sono cresciuti rende difficili i rapporti con le donne.

## Riconoscimenti
- 1996 - Independent Spirit Awards
  - Miglior film d'esordio
- 1995 - Festival del cinema americano di Deauville
  - Premio della giuria